# Montaldo-ház
A brassói Montaldo-ház a Kapu utca jellegzetes épülete. Mai formáját 1864-ben nyerte el. A 19. század második felében itt működött Josef Montaldo híres cukrászdája, mely főleg tortáiról volt ismert, ezért németül Tortenhaus (Torta-ház) név alatt is ismerték. Később szállodaként szolgált, ma üzleteknek és lakásoknak ad otthont. Románul Casa cu Statui-nak (szobros ház) is szokták nevezni.

## Története
A 19. század elején a brassóiak főleg török eredetű édességeket fogyasztottak: halvát, rahátot, serbetet, baklavát, dulcsácát, melyeket főleg görög és román kereskedőktől vettek. 1822-ben a városi tanács engedélyezte, hogy az alsó sétatéren (a mai Postaréttől a Modarom-üzletházig húzódó, egykor parkosított részen) édességeket, kávét, és limonádét árusítsanak. 1838-ban a sétatéren, a Kolostor utcai kapu közelében kávéház épült, melyet 1850-ben Josef Montaldo (1825–1894) olasz származású cukrászmester vett át.
Montaldo üzlete virágzott, így 1863-ban megkérte Peter Bartesch városi főépítészt, hogy építtesse át Kapu utcai lakóházát. Az új, háromszintes épületet a brassóiak Torta-háznak (Tortenhaus) nevezték, mivel földszintjén cukrászda működött, mely főleg tortáiról volt ismert. Montaldo azonban később csődbe ment, és nagy szegénységben halt meg 69 évesen.
1895–1900 között itt működött a Baross Szálló, melynek 48 szobája, sőt, telefonja is volt. A 20. század folyamán az épület több beavatkozást szenvedett, különösen a földszinti részen. Jelenleg lakóház, a földszinten üzlethelyiséggel.

## Leírása
Háromszintes épület, nem tartják nyilván műemlékként. Ez az első lakóház, melyet Peter Bartesch tervezett, és egyik reprezentatív alkotásának számít. Homlokzata klasszicizáló, gyűrűs pilaszterekkel, díszes ablakkeretekkel és attikával. A földszinti folyosó boltíves mennyezetű, kettős pilaszterekkel; az emeletekre csigalépcső vezet, falában fülkékkel.
A tetőn négy nimfa és két ölelkező gyermek szobra volt. Ezeket 2018 elején eltávolították, mivel az idő során megrongálódtak, és fennállt a veszély, hogy darabjaik a járókelőkre zuhannak.